# БМО Фийлд
БМО Фийлд е най-голямото футболно съоръжение с трибуни в Канада. Стадионът има капацитет 30 991 седящи зрителски места. Намира се в центъра на Торонто.
Официално е открит през 2007 г., а основно реконструиран с цел разширение капацитета на трибуните от 20 000 на 30 991 седящи зрителски места през 2014 г.

## Използване
На стадион БМО Фийлд се провеждат футболни мачове на националния отбор по футбол на Канада и двубои от Мейджър Лийг Сокър, футболното първенство на САЩ и Канада, в което участва професионалният футболен клуб Торонто ФК.

## Фотогалерия
- Стадион „БМО Фийлд“
- Стадион „БМО Фийлд“
- Стадион „БМО Фийлд“